# クリスチーナ・リンドバーグ
クリスチーナ・リンドバーグ Christina Lindberg（スウェーデン、ヨーテボリの生まれ。1950年12月6日-）は、スウェーデンの女優、グラマーモデル、ジャーナリスト。スウェーデンで最も有名なセンターフォールド（中央見開きページ）とエクスプロイテーション映画のスター。

## 生い立ち
リンドバーグは、姉妹と3人の兄弟と共にヨーテボリの労働者階級の家で育った。彼女は学校でラテン語を学び、考古学の勉強を続ける予定だった。

## モデル
高校時代（18歳頃）に新聞に掲載された彼女の水着姿が注目を集め、男性誌（「FIB aktuellt」や「Lektyr」など）でヌードモデルを始めた。彼女は純真無垢な瞳、甘く可愛らしい容貌、そして均整のとれた身体によって人気のセンターフォールドモデルになり、ペントハウス誌（イギリス）、PLAYBOY誌（アメリカ）、Lui誌（フランス）、Mayfair誌（イギリス）に登場した。彼女は、1970年6月のペントハウスペットである（Britt Lindberg名義。）。

## 映画
クリスチーナは23本の映画に出演した。そのほとんどがエロティカかエクスプロイテーションかソフトコアの映画だった。最初の映画はスウェーデン人のキャストによりスウェーデンで撮影され、アメリカで製作された、『情欲 (Maid in Sweden) 』である。続いて1970年に公開されたJan Halldoffs監督のコメディ『 Rötmånad 』に出演した。この映画はスウェーデンで250,000人以上の観客を動員し、商業的な成功を収めた。3本目の映画『露出 (Exponerad) 』は、1971年のカンヌ国際映画祭で評判となり、彼女を国際的な有名人にした。
その後は多数のエクスプロイテーション映画に出演、その多くはドイツと日本で撮影された。映画『露出 (Exponerad) 』の広告キャンペーンの一環として来日し、これが日本映画への出演要請に繋がる。日本では鈴木則文監督のピンク映画の古典的名作『不良姐御伝　猪の鹿お蝶』（1973年・東映）で重要な脇役を演じ、中島貞夫監督の『ポルノの女王 にっぽんSEX旅行』（1973年・東映）では主演している。1972年、Bo Arne Vibenius（別名アレックス・フリドリンスキー）監督の映画『ゼイ・コール・ハー・ワン・アイ〜血まみれの天使〜(Thriller - en grym film) 』で主役のフリッガを演じた。クエンティン・タランティーノ監督はこの映画とクリスチーナの演技を賞賛した。そして、フリッガは後にタランティーノの映画『キル・ビル』でダリル・ハンナが演じた隻眼の女殺し屋、エル・ドライバーの着想の源となっている。キル・ビルの中には、『不良姐御伝 猪の鹿お蝶』へのオマージュもある。アクションパロディコメディ『Sex, lögner & videovåld 』（2000年）でクリスチーナは、フリッガとしてカメオ出演をしている。
クリスチーナはジェラルド・ダミアーノ監督の映画『フロッシー (Flossie) 』の西ドイツ（当時）での撮影中、ヌードシーンが露骨にエスカレートしていくのを嫌い、撮影を残したままスウェーデンに帰った。ダミアーノ（『ディープ・スロート』で名高い）は、この映画をハードコアにするつもりだったので、クリスチーナに去るよう説得した。ドイツの製作者は映画を完成させるため、数年間彼女を呼び戻そうとした。Videooze（1996年、No.8）によると、およそ1,000メートルのフィルムがダミアーノによって撮られていたが、製作は中断したまま二度と再開されなかった。
1980年代を最後に表立った女優業はしていなかったが、2000年前後から短編映画などで時折女優業に復帰している。2016年、2018年、2020年には長編映画にも出演した。

## ジャーナリスト

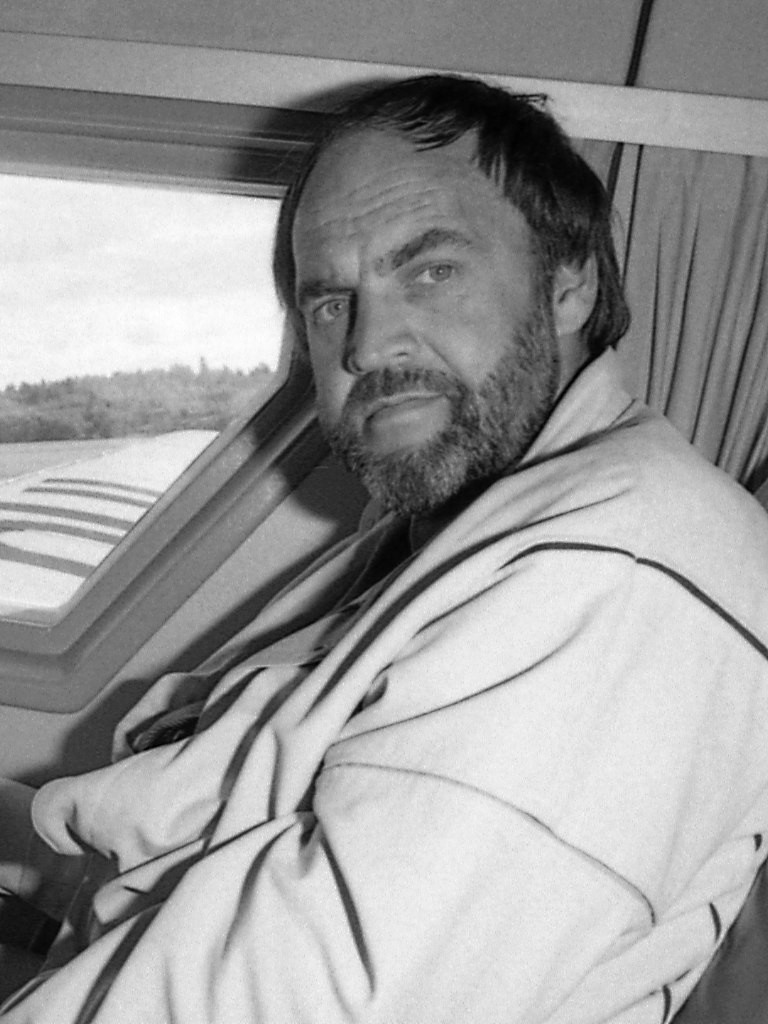
ボー・シールベリ（1986年）

1975年、オルガルド・ウエルトン (Öllegård Wellton) から個人授業を受けた後、シアタースクール「Scenskolan」を受験したが、2次試験まではパスしたものの、3次試験で失敗した。彼女はPoppiusでジャーナリズムを勉強しながら自ら被写体となり、男性誌に記事を寄稿し続け、ついにはジャーナリストとしての名声を確立した。
1972年、彼女はボー・シールベリ (Bo Sehlberg) と恋に落ち、後に彼の航空誌「Flygrevyn」誌のために働き始めた。フィアンセが2004年に亡くなった時、彼女はスカンディナヴィアで最も大きな航空誌である、この雑誌のオーナー兼編集長になった。

## 豆知識
- クリスチーナは熱心なキノコ採集者である。1993年に、彼女は『Christinas svampskola』という20分の教育ビデオを撮っている。（直訳：『クリスチーナのキノコ学校』）
- クリスチーナは、環境問題、野生生物保護、環境保護の農業、動物の権利保護に没頭している。
- 彼女は、女優としての絶頂期に2曲の歌を吹き込んでいる。
- ボー・シールベリは1973年に『This is Christina』（クリスチーナのすべて、ISBN 9789185004010）というフォトブックを出版した。
- 映画『Rötmånad 』の後、クリスチーナは国王カール16世グスタフのガールフレンドの1人になった。「Videooze」のインタビュー[1]において、彼女は国王のボルボP1800でドライブし、宮殿でグスタフの姉妹、クリスチーナ王女が催したダンスパーティに招待された事を回想している。
- 彼女は、2匹のシャム猫を飼っている。
- 彼女は、菜食主義者である。
- 2012年、カナザワ映画祭に招待され[10]、40年ぶりに「女優」として来日した[11]。
- 2012年にはスウェーデンのTV番組において、遠景ながらも久しぶりにトップレスを披露した[12]。

## 出演作品

### 映画
| 年   | 日本語題                                         | 原題                                                           | 英語題                                      | 役名                     | 国内盤DVD | 備考 |
| ---- | ------------------------------------------------ | -------------------------------------------------------------- | ------------------------------------------- | ------------------------ | --------- | --- |
| 1970 | 日本未公開                                       | Rötmånad                                                       | What Are You Doing After the Orgy?/Dog Days | Anna Bella Gustafsson    |           | 映画デビュー作。 |
| 1971 | 日本未公開                                       | Yusra                                                          |                                             |                          |           | 出演シーンカット。 |
| 1971 | クリスチーナ・リンドバーグ/情欲                  | Maid in Sweden                                                 | Jena                                        | Inga                     | ○         | 初主演作。 |
| 1971 | 日本未公開                                       | Smoke                                                          |                                             | Annie                    |           | |
| 1971 | クリスチーナ・リンドバーグ/露出                  | Exponerad                                                      | Exposed                                     | Lena Svensson            | ○         | 主演作。 |
| 1972 | クリスチーナ・リンドバーグ in スウェーデンSEX    | Every Afternoon                                                | Swedish Wildcats                            | Helga                    | ○         | |
| 1972 | 濡れた牝猫たち                                   | Young Playthings                                               |                                             | Gunilla                  | ○         | 主演作。 |
| 1972 | 日本未公開                                       | Mädchen, die nach München kommen                               | Sex at the Olympics                         | Anja                     |           | |
| 1972 | 女子学生(秘)レポートNo.4/性感優等生              | Schulmädchen-Report 4. Teil – Was Eltern oft verzweifeln lässt | Campus Swingers                             | Barbara Heinbach         | ○         | |
| 1973 | 立体ポルノスコープ/先天性露出狂                  | Liebe in drei Dimensionen                                      | Love in 3-D                                 | Inge                     |           | |
| 1973 | 新・女子学生(秘)レポート/性感優等生              | Was Schulmädchen verschweigen                                  | What Schoolgirls Don't Tell                 |                          | ○         | 実際は『女子学生(秘)レポート』シリーズではないが、日本ではシリーズの1作としてソフト化された。 |
| 1973 | 日本未公開                                       | Jorden runt med Fanny Hill                                     | Around The World With Fanny Hill            | Meatball Model           |           | |
| 1973 | 不良姐御伝 猪の鹿お蝶                            | 不良姐御伝 猪の鹿お蝶                                          | Sex & Fury                                  | クリスチーナ             | ○         | 準主演作。 |
| 1973 | ポルノの女王 にっぽんSEX旅行                     | ポルノの女王 にっぽんSEX旅行                                   | Journey to Japan                            | イングリット             |           | 主演作。国内盤ソフトは発売されていないが、配信や衛星放送等で視聴可能である。 |
| 1973 | クリスチーナ・リンドバーグ/絶頂                  | Sängkamrater                                                   | Wide Open                                   | Eva                      | ○         | |
| 1973 | 異常性欲アニタ                                   | Anita – ur en tonårsflickas dagbok                             | Anita: Swedish Nymphet                      | Anita                    | ○         | 主演作。別題に『アニタ』。US公開時には、ハードコアシーンが追加撮影されたが、追加撮影分にクリスチーナは関与していない。 |
| 1973 |                                                  | Flossie Eine Venus Von 15                                      | Flossie - a Venus of 15                     |                          |           | ジェラルド・ダミアーノが監督と脚本を担当し、撮影が進められていたドイツ映画。先述の理由でクリスチーナが撮影をボイコットしたため、未完に終わる。プロデューサーのWolfgang von Schiberは映画を完成させるために、クリスチーナに撮影に戻るよう数年に渡って嫌がらせをしていた。撮影されたフィルムは一切公開されることなく、クリスチーナ本人も本作のスチール写真を持っていないため、現在本作に関連する直接的な資料は彼女が保管する台本のみである。 |
| 1974 | ゼイ・コール・ハー・ワン・アイ〜血まみれの天使〜 | Thriller – en grym film                                        | They Call Her One Eye                       | Madeleine/Frigga/One Eye | ○         | 主演作。 |
| 1977 | 日本未公開                                       | 91:an och Generalernas Fnatt                                   |                                             | Bloodsample Nurse        |           | |
| 1979 | 日本未公開                                       | There Is a Sunrise Every Morning                               |                                             | Cavegirl                 |           | |
| 1980 | 日本未公開                                       | Attentatet                                                     | Outrage                                     |                          |           | |
| 1980 | 日本未公開                                       | Sverige åt svenskarna                                          | Battle of Sweden                            | French Mistress          |           | |
| 1982 | 日本未公開                                       | Gräsänklingar                                                  | One-Week Bachelors                          | Stripper                 |           | |
| 1993 | 日本未公開                                       | Christinas Svampskola                                          |                                             | 本人                     |           | スウェーデン本国でリリースされた20分のビデオ用短編作品。キノコ研究家としての出演。監督、脚本、プロデューサーも兼任。 |
| 2000 | 日本未公開                                       | Sex, lögner & videovåld                                        | Sex, Lies & Videoviolence                   | Frigga/Madeleine/One Eye |           | 撮影自体は1990–1993年の間に行われた。 |
| 2009 | 日本未公開                                       | Ingen kom ner                                                  |                                             | Eva                      |           | 短編作品。 |
| 2016 | 日本未公開                                       | Lindängens Park                                                |                                             | Berit                    |           | |
| 2017 | 日本未公開                                       | Öppna inte ögonen                                              |                                             | Lena                     |           | 短編作品。 |
| 2017 | 日本未公開                                       | Svart Cirkel                                                   |                                             | Lena                     |           | プロデューサーも兼任。 |
| 2018 | 日本未公開                                       | Iron Lamb - Apocalypse Express                                 |                                             | Ms. Anne Thorpe          |           | 短編作品。 |
| 2020 | 日本未公開                                       | Pandemonic                                                     |                                             | Swamp                    |           | |
| 2020 | 日本未公開                                       | En jul med beska droppar                                       |                                             | Sylvia                   |           | 短編作品。 |

### ミュージックビデオ
- Lugnet: All the Way[15]（2014）- Frigga/Madeleine/One Eye 役
- Lugnet: It Ain't Easy[16]（2015）- Frigga/Madeleine/One Eye 役

### 表紙
- 平凡パンチ1972年2月14日号(マガジンハウス)
- ゴールデン歌謡スキャット(日本コロンビア、1974年)※LPレコード

他多数